# Catocala desdemona
Catocala desdemona (лат.) — вид бабочек из семейства Erebidae. Встречаются в Северной Америке: США (Юта и Аризона, на юг до Нью-Мексико и Техаса) Мексика, Гондурас.

## Описание
Размах крыльев 60—65 мм. Лёт имаго происходит с мая по ноябрь с пиком численности в июне и сентябре. Гусеницы питаются на листьях дуба видов Quercus gambeli, Quercus macrocarpus и Quercus oblongifolia, и на ивах Salix.
. Вид был описан в 1882 году американским актёром, поклонником У.Шекспира и энтомологом Генри Эдвардсом (Henry Edwards, 1827—1891) и назван им по имени шекспировской Дездемоны из пьесы Отелло.